# 大坂城の女
『大坂城の女』（おおさかじょうのおんな）は、豊臣政権下における大坂城の築城から落城までの32年間にそこに関係した女性像を描いた、東映・関西テレビ製作の連続時代劇テレビドラマ。フジテレビ系列にて、1970年1月3日 - 9月26日に毎週土曜日22時30分からの60分枠（本編+予告編部約48分）で放送された。全39話。

## 概要
『大奥』（1968年）の好評を受けて、放送終了の約1年後に関西テレビ・東映で製作された。後には『大奥』と『大坂城の女』の後続番組であった『徳川おんな絵巻』を合わせて「大奥シリーズ三部作」とも呼ばれた。
2,3回で1話完結を基本としたオムニバス構成。歴史上で著名な人物だけではなく、雑兵の妻、くノ一などが登場する。代表的なキャストには、豊臣秀吉に進藤英太郎、北政所に三益愛子、淀殿に木暮実千代、京極竜子に藤純子、細川ガラシャに八千草薫、千利休の娘お吟に三田佳子、琉球王女に十朱幸代など。ナレーションは岸田今日子。
東映チャンネルでニューマスター版が「名作ドラマアワー」枠（2007年11月から2008年4月まで）と、「アンコールアワー」枠（2010年2月から6月まで）にて再放送された。2012年12月からは、時代劇専門チャンネルでも放送された。

## キャスト
- 豊臣秀吉：進藤英太郎
- 茶々：村松英子→淀殿：木暮実千代　※当初は扇千景の予定
- 京極竜子：藤純子
- 寧々（北政所・高台院）：三益愛子
- 摩阿姫（加賀殿）：江夏夕子
- 姫路殿：楠侑子
- お種（香姫）：大原麗子
- 大政所：浪花千栄子
- 朝日姫：桜町弘子
- 佐治日向守：御木本伸介
- 細川玉子（ガラシャ）：八千草薫
- 細川忠興：根上淳
- 細川興元：早川保
- 細川幽斎：菅井一郎
- 小侍従（清原マリア・ガラシャの侍女）：清水まゆみ
- 孝蔵主：萬代峰子
- 饗庭局：北城真記子
- 豊臣秀頼：香川雅人→中野淳→青山隆一→高橋長英
- 千姫：飯塚明美→宇津宮雅代
- 美乃（秀頼の側室・国松生母）：野川由美子
- 豊臣秀次：江原真二郎
- 一の台（秀次の正室）：稲野和子
- お宮の方（一の台の連れ子・秀次の側室）：山本陽子
- 徳川家康：山形勲
- 徳川秀忠：大塚国夫
- 徳子（淀殿の妹・秀忠の正室）：藤田佳子
- 石田三成：中丸忠雄
- 前田利家：北竜二
- 豪姫：北林早苗
- 片桐且元：土屋嘉男
- 真田幸村：中村竹弥
- 真田大助：小林芳宏
- 於琴（幸村の正室）：中村玉緒
- 大野治長：島田順司
- 大蔵卿局：磯野千鳥→香川桂子
- 坂崎直盛：織本順吉
- 木村常陸介：大友柳太朗
- 木村重成：細川俊之
- 千絵（重成の妻）：高田美和
- 右京太夫局（秀頼の乳母）：長内美那子
- 刑部卿局：夏川静枝
- 伊達政宗：大木実
- 織田有楽斎：金子信雄
- 毛利輝元：藤岡重慶
- 京極高次：高橋昌也
- 高山右近：岡田英次
- 加藤清正：加藤武
- 服部半蔵：名古屋章
- 佐々成政：小田部通麿
- 武田孫八郎：小池朝雄
- 曽祢（武田孫八郎の母、足利義晴の娘）：沢村貞子
- 千利休：志村喬
- お吟（利休の娘）：三田佳子
- 菊亭大納言：志摩靖彦
- 糟屋武則 / 万里小路充房：唐沢民賢
- 尚寧王：十朱久雄
- 島津義久：和田昌也
- 多聞正清：田村高廣
- 多聞吉晴：松山英太郎
- 金剛康造：原健策
- 内藤武明：穂高稔
- 浅野長政：吉田義夫
- 増田長盛：入江慎也
- 福島正則：有川正治
- 由美（京極殿の侍女）：真屋順子
- 露：御影京子
- 孝庵：野々村潔
- 浮田正直：南廣
- かな：沢淑子
- 菊造：阿波地大輔
- かなえ：三島ゆり子
- 山名禅高：河上一夫
- 前田利家夫人：東竜子
- 宇喜多秀家：大月正太郎
- 榊原康政：長島隆一
- 玉那姫（琉球王女）：十朱幸代
- 一条直人：伊吹吾郎
- 源蔵：中村伸郎
- 渡名喜：宇佐美淳也
- ゆきえ：東山明美
- 暁美：武原英子
- 真鶴 / こと：岡田千代
- 須藤順斎：天王寺虎之助
- 一条則兼：花柳喜章
- 田村紀元：村井国夫
- 古溪和尚：石山健二郎
- 百舌屋宗安：内田稔
- たか：荒木雅子
- 玄隆西堂：城所英夫
- 清水又七郎：石山律
- 高田次郎右衛門（香の前の父）：加藤嘉
- 佐々木吉兵衛：武藤英司
- おくら（奥向き取締）：阿井美千子
- きつ（淀城の奥女中）：宮園純子
- 与一郎（きつの弟）：二瓶康一
- 松浦（秀頼の元乳母）：高森和子
- 若葉：河村有紀
- 淡路局（淀城奥向取締）：荒木道子
- 都築又之進：小栗一也
- 宰相の局（秀吉の側室）：加賀まりこ
- 多七郎（宰相の局の牢番）：山下洵一郎
- 小雪：伊藤栄子
- 秋子（大谷刑部の娘）：菊ひろ子
- あきえ：野口ふみえ
- 山辺家次：小林勝彦
- 念寿和尚：岩田直二
- 相模屋宏右衛門：香川良介
- 待田局（大坂城奥向取締）：月丘夢路
- 石川五右衛門：秋山勝俊
- 茜（石川五右衛門の娘）：賀川雪絵
- 名張の弥八：三上真一郎
- 下柘植の女猿：白木マリ
- およう：千原しのぶ
- 前田玄以：森山周一郎
- 赤目の九郎次：汐路章
- 千里（加藤清正の姪・北政所の侍女）：藤田弓子
- 式部局（北政所の老女）：三條美紀
- 雲井局：本山可久子
- 重野：吉野敬子
- 鶴：東三千
- 沢野（細川家の老女）：一の宮あつ子
- 小笠原少斎：山岡徹也
- 忠利：三木豊
- 卯女：土田早苗
- 美和（石田三成の娘）：岩井友見
- 石田重家：高宮克弥
- 猪之助：河野秋武
- 加藤次：林真一郎
- 鶴の井（千姫の侍女）：渡辺美佐子
- 弓：片山由美子
- 勘蔵：富田仲次郎
- 板倉勝重：夏目俊二
- 亜弥（片桐且元の愛人）：浜木綿子
- 汐路（片桐且元の正室）：三田登喜子
- 清韓（禅師）：島田正吾
- 綾：松本めぐみ
- ナレーション：岸田今日子

## スタッフ
- 企画：伊藤敏彦、渡辺達人
- プロデューサー：三輪弘、三村敬三、杉本直幸
- 脚本：西沢裕子、高岩肇、宮川一郎
- 音楽：渡辺岳夫
- 撮影：増田敏雄、国定玖仁男、塚越堅二、鈴木重平、わし尾元也、山岸長樹
- 照明：若木得二、鈴木靜雄、上田輝夫、和多田弘
- 録音：堀場一朗、格畑学、橋本省治、荒川輝彦、溝口正義、坂本浩一
- 美術：吉村晟、竹川輝夫、富田治郎、石原昭、園田一佳
- 監督補佐：大西卓夫
- 助監督：河村満和、萩原将司、依田智臣、牧口雄二
- 記録：森村幸子、黒川京子、辻敬子
- 編集：市田勇、神田忠男
- 衣裳：松本俊和、松田孝、岩逧保、豊中健、佐々木常久、山崎武
- 美粧：佐藤宇之助
- 結髪：妹尾茂子、白鳥里子、横田三佳代
- 装置：稲田源兵衛、前川宗太郎、近藤幸一、温井弘司
- 装飾：松原邦四郎、山田久司、宮川俊夫、渡辺源三、清水悦夫、杉浦満洲男、柴田澄臣、布部栄一
- 擬斗：三好郁夫（東映剣会）
- 邦楽監修：中本敏生
- 舞踊振付：藤間勘真次
- 沖縄舞踊指導：普久原京子
- 茶道指導：中村信子
- 陶芸指導：大塚真司
- 古銃砲指導：𠮷岡新一
- 演技事務：饗庭益雄
- 進行：今川行雄、俵坂孝宏、上田正直、渡辺操、伊藤彰将、西村哲勇、野口忠志、大岸誠
- 現像：東洋現像所
- 主題曲：フィリップスレコード
- 演奏：渡辺岳夫とチェンバリカ・アンサンブル
- 肖像画制作：山本紅雲
- 協力：大阪城天守閣
- 監督：倉田準二、鳥居元宏、松村昌治、中島貞夫、井沢雅彦、大西卓夫
- 制作：関西テレビ放送、東映（東映京都撮影所）

## サブタイトル
1. 愛しき京極殿 （主演：藤純子）　放映日:1970年1月3日
2. 許されざる恋　放映日:1月10日
3. 二人だけの天守閣　放映日:1月17日
4. 天下人は浮気者　（主演：三益愛子）　放映日:1月24日
5. 寧々と茶々　放映日:1月31日
6. 朝日姫哀話　放映日:2月7日
7. 琉球の女使節　（主演：十朱幸代）　放映日:2月14日
8. 父恋いの歌　放映日:2月21日
9. 利休の娘お吟　（主演：三田佳子）　放映日:2月28日
10. 炎の佳人　放映日:3月7日
11. 関白秀次とその妻　（主演：山本陽子）　放映日:3月14日
12. 聚楽第の狂宴　放映日:3月21日
13. 殉愛 お宮の方　放映日:3月28日
14. 田舎娘と太閤さま　（主演：大原麗子）　放映日:4月4日
15. 虹を掴んだ香姫　放映日:4月11日
16. 狙われた幼君　（主演：宮園純子）　放映日:4月18日
17. 忠義の報酬　放映日:4月25日
18. 美しき囚人　（主演：加賀まりこ）　放映日:5月2日
19. 悲恋の織糸　放映日:5月9日
20. 秀吉を狙う女忍者　（主演：賀川雪絵）　放映日:5月16日
21. くノ一の復讐　放映日:5月23日
22. 豊太閤の最期　（主演：三益愛子）　放映日:5月30日
23. 北政所と淀殿　放映日:6月6日
24. 戦国の母は哀し　（主演：八千草薫）　放映日:6月13日
25. 受難のガラシヤ　放映日:6月20日
26. 関ヶ原合戦秘話　（主演：土田早苗）　放映日:6月27日
27. 秀頼と千姫の結婚　（主演：渡辺美佐子）　放映日:7月4日
28. 可憐なる人質　放映日:7月11日
29. 秀頼の愛した娘　（主演：野川由美子）　放映日:7月18日
30. 幼君国松の母　放映日:7月25日
31. 忠臣且元とその愛妾　（主演：浜木綿子）　放映日:8月1日
32. 罠におちた淀殿　放映日:8月8日
33. 冬の陣前夜　（主演：中村玉緒）　放映日:8月15日
34. 呪いの鼓　（主演：木暮実千代）　放映日:8月22日
35. 生きていた亡霊　放映日:8月29日
36. 木村重成とその妻　（主演：高田美和）　放映日:9月5日
37. 憂愁の千姫　放映日:9月12日
38. 妻になった千姫　（主演：宇津宮雅代）　放映日:9月19日
39. 最期の二日間　放映日:9月26日